# Octopus mimus
Octopus mimus — вид осьминога рода Настоящие осьминоги. Обычно встречается между северным Перу и северным Чили. Вид относительно крупный, с округлым мешковатым телом без плавников. Щупальца среднего размера, примерно в 4 раза длиннее мантии. Третье щупальце справа несёт короткий тонкий копулятивный орган у самцов. Окраска обычно бывает смесь серого, жёлтого, чёрного и зелёного цветов. Это преимущественно бентосный вид, обитающий на каменистых субстратах и в лесах ламинарии до глубины 200 м. Размножается круглый год с одним или двумя пиками размножения в зависимости от широты. После спаривания самка заботится о яйцах и погибает. Это животное вырастает до 115 см в длину и 3,7 кг у самок, 107 см в длину и 4,4 кг у самцов. Молодые особи могут увеличиваться вдвое за 30—60 дней. Octopus mimus — хищник-оппортунист, питающийся в основном ракообразными, моллюсками, рыбой и иглокожими. Этот вид часто ловится в Перу и Чили.